# CTRL
CTRL (англ. Chymotrypsin like) – білок, який кодується однойменним геном, розташованим у людей на короткому плечі 16-ї хромосоми. Довжина поліпептидного ланцюга білка становить 264 амінокислот, а молекулярна маса — 28 002.
| 10         |  | 20         |  | 30         |  | 40         |  | 50         |
| ---------- |  | ---------- |  | ---------- |  | ---------- |  | ---------- |
| MLLLSLTLSL |  | VLLGSSWGCG |  | IPAIKPALSF |  | SQRIVNGENA |  | VLGSWPWQVS |
| LQDSSGFHFC |  | GGSLISQSWV |  | VTAAHCNVSP |  | GRHFVVLGEY |  | DRSSNAEPLQ |
| VLSVSRAITH |  | PSWNSTTMNN |  | DVTLLKLASP |  | AQYTTRISPV |  | CLASSNEALT |
| EGLTCVTTGW |  | GRLSGVGNVT |  | PAHLQQVALP |  | LVTVNQCRQY |  | WGSSITDSMI |
| CAGGAGASSC |  | QGDSGGPLVC |  | QKGNTWVLIG |  | IVSWGTKNCN |  | VRAPAVYTRV |
| SKFSTWINQV |  | IAYN       |  |            |  |            |  |            |

A: Аланін

C: Цистеїн

D: Аспарагінова кислота

E: Глутамінова кислота

F: Фенілаланін

G: Гліцин

H: Гістидин

I: Ізолейцин

K: Лізин

L: Лейцин

M: Метіонін

N: Аспарагін

P: Пролін

Q: Глутамін

R: Аргінін

S: Серин

T: Треонін

V: Валін

W: Триптофан

Кодований геном білок за функціями належить до гідролаз, протеаз, серинових протеаз. 